# Liste der Kulturdenkmäler in Michelbach
Die folgende Liste enthält die in der Denkmaltopographie ausgewiesenen Kulturdenkmäler auf dem Gebiet des Ortsteils Michelbach der  Stadt Marburg, Landkreis Marburg-Biedenkopf, Hessen.
Hinweis: Die Reihenfolge der Denkmäler in dieser Liste orientiert sich an der Anschrift, alternativ ist sie auch nach der Bezeichnung oder der Bauzeit sortierbar.
Kulturdenkmäler werden fortlaufend im Denkmalverzeichnis des Landes Hessen durch das Landesamt für Denkmalpflege Hessen auf Basis des Hessischen Denkmalschutzgesetzes (HDSchG) geführt. Die Schutzwürdigkeit eines Kulturdenkmals hängt nicht von der Eintragung in das Denkmalverzeichnis des Landes Hessen oder der Veröffentlichung in der Denkmaltopographie ab.

## Kulturdenkmäler
| Bild                                    | Bezeichnung                             | Lage                                                                                                 | Beschreibung | Bauzeit                        | Objekt-Nr. |
| --------------------------------------- | --------------------------------------- | --- | --- | ------------------------------ | ---------- |
| Bild gesucht BW                         | Gesamtanlage historischer Ortskern      | Am Wall, Birkenstraße, Brücker Weg, Grabenstraße, Kirchgasse, Michelbacher Straße, Zum Kalkberg Lage | |                                |            |
| weitere Bilder                          | Gesamtanlage Görzhäuser Hof             | LageFlur: 10, Flurstück:                                                                             | 1360 gelangte der Hof in den Besitz des Deutschen Ordens, bei dem er bis zu dessen Aufhebung im Jahr 1809 blieb. Hierauf kaufte Wilhelm Hoffmann den Hof. 1961 erwarben die Behringwerke den Görzhäuser Hof mit dazugehörigem Land. Um den Hof herum sind im Laufe der Jahre neue Gebäude der Behringwerke entstanden. Die Gesamtanlage umschließt den Görzhäuser Hof, der sich als eine dreiseitige Hofanlage vorwiegend mit Gebäuden aus der 2. Hälfte des 19. Jahrhunderts darstellt. Das Wappen von 1567 am ehemaligen Rinderstall verweist jedoch auf ältere Vorgängerbauten. Heute tragen die Gebäude folgende Bezeichnung: M 2 (ehem. Wohnhaus), M 5 (ehem. Rinderstall), M 6 (Heizhaus), M 7 (Stallscheune), M 8 (Scheune), M 9 (Scheune) und M 11 (neuerer Anbau). Das ehemalige Wohngebäude (M 2) bildet mit der anschließenden Scheune (M 9) den nördlichen Abschluss der Hofanlage. Zweigeschossiger längsrechteckiger Massivbau mit Satteldach, traufseitig erschlossen über eine zweiläufige Sandsteintreppe und um drei Achsen nach Osten erweitert. Die schlichte historische Haustür ist erhalten. Die anschließende Fachwerkscheune schützt ein weit auskragendes, von Stützen gehaltenes Satteldach. Den westlichen Abschluss der Hofanlage bildet eine lang gestreckte Stallscheune (M 7), im Erdgeschoss massiv, darüber ein Fachwerkgeschoss. Im südlichen Bereich verweisen die in Sandstein gefassten Fenster- und Türöffnungen auf eine ursprüngliche Nutzung als Stall. Nördlich anschließend der Scheunentrakt mit großen Tennentoren. Bemerkenswert ist die Gestaltung des nördlichen Giebels, aus dem sich eine Torsituation als Zugang zum Hof rekonstruieren lässt. Als Verbindungsbau zwischen dieser Stallscheune und dem im rechten Winkel anschließenden Rinderstall (M 5) fungiert das Heizhaus (M 6). Bruchsteinbau teilweise verputzt, mit sandsteinernen Fenster- und Türgewänden, Satteldach mit Zwerchgiebeln und Biberschwanzdeckung. In der Südwestecke der hohe Schornstein aus Backsteinen auf einem Brennraum aus Sandstein. Der Rinderstall (M 5) ist als Einzelkulturdenkmal ausgewiesen. Außerhalb der dreiseitigen Hofanlage schließt sich im Westen eine Sandsteinmauer mit Pfeilern an sowie ein weiteres Scheunengebäude (M 8). Kleine eingeschossige Fachwerkscheune mit Sandsteinsockel und Satteldach. | 2. Hälfte des 19. Jahrhunderts |            |
| Wappenstein von 1567 über dem Portal    | Ehem. Rinderstall                       | Görzhäuser Hof o. Nr. LageFlur: 10, Flurstück: 50/4                                                  | Den Süden der als Görzhäuser Hof benannten Hofanlage bestimmt der ehemalige Rinderstall (M 5). Stattlicher längsrechteckiger Bau mit Satteldach und mittigem Zwerchgiebel, Untergeschoss aus Sandstein und Fachwerkobergeschoss. Leicht auskragend und durch ein Gesims akzentuiert, hebt sich der aus gleichmäßigen Sandsteinen gefügte Sockel ab. Es folgt eine Dreierlage regelmäßiger Sandsteine, der sich Bruchsteinmauerwerk anschließt. Auffallend ist die symmetrische Gliederung des Untergeschosses. Mittig und an den äußeren Achsen rahmen Pilasterpaare zum einen das Portal, zum anderen Fenster. Sie werden von dem gekröpften Sockelgesims durchzogen und schließen in Dreiecksgiebeln. Fenster und Portal schließen mit einem Stichbogen. Über dem mittig gelegenen Portal ist ein Wappenstein mit der Jahreszahl 1567 angebracht. Das linke Wappen ist das des Deutschen Ordens, das rechte das des Johann von Rehen, von 1543–1570 letzter katholischer Landkomtur der Ballei Hessen des Deutschen Ordens, worauf die Buchstaben unterhalb der Wappen verweisen (IO V R L T O). | um 1870                        |            |
| Bild gesucht BW                         | Hofanlage                               | Grabenstraße 1 LageFlur: 7, Flurstück: 19/20                                                         | | 1798                           |            |
| Bild gesucht BW                         | Dreiseitige Hofanlage                   | Grabenstraße 10 LageFlur: 7, Flurstück: 37/1                                                         | | 1773                           |            |
| Bild gesucht BW                         | Hofanlage                               | Grabenstraße 14 LageFlur: 7, Flurstück: 31/3                                                         | | 1870                           |            |
| Bild gesucht BW                         | Wohnhaus                                | Grabenstraße 16 LageFlur: 7, Flurstück: 30/1                                                         | |                                |            |
| Bild gesucht BW                         | Wohnhaus                                | Grabenstraße 22 LageFlur: 7, Flurstück: 25/1                                                         | | 19. Jh.                        |            |
| weitere Bilder                          | Evangelische Pfarrkirche, Martinskirche | Kirchgasse 2 LageFlur: 5, Flurstück: 26/6, 27                                                        | Die Evangelische Pfarrkirche liegt inmitten einer Einfriedung aus Bruchsteinmauerwerk, das sich teilweise 1,50 m hoch erhebt. Die Belegung des Kirchhofes wurde im späten 19. Jh. aufgegeben. Die imposante einheitliche, geostete spätromanische Chorturmanlage geht auf den Anfang des 13. Jhs. zurück. Die Strebepfeiler wurden 1910 durch August Dauber angefügt. | Anfang 13. Jh.                 |            |
| Bild gesucht BW                         | Tagelöhnerhaus                          | Kirchgasse 3 LageFlur: 5, Flurstück: 22                                                              | | 1786                           |            |
| Bild gesucht BW                         | Tagelöhnerhaus                          | Kirchgasse 7 LageFlur: 5, Flurstück: 20/2                                                            | | 18. Jh.                        |            |
| Bild gesucht BW                         | Dreiseitige Hofanlage                   | Michelbacher Straße 2 LageFlur: 6, Flurstück: 1/4, 1/6                                               | | 19. Jh.                        |            |
| Bild gesucht BW                         | Wohnhaus                                | Michelbacher Straße 12 LageFlur: 6, Flurstück: 18/1                                                  | | Um 1800                        |            |
| Bild gesucht BW                         | Wohnhaus                                | Michelbacher Straße 15 LageFlur: 5, Flurstück: 28                                                    | | 1798                           |            |
| Bild gesucht BW                         | Dreiseitige Hofanlage                   | Michelbacher Straße 18 LageFlur: 6, Flurstück: 24/1                                                  | | 1836                           |            |
| Bild gesucht BW                         | Wohnhaus                                | Michelbacher Straße 22 LageFlur: 6, Flurstück: 32/1                                                  | | Ab um 1750                     |            |
| Bild gesucht BW                         | Sachgesamtheit ehemalige Mühle          | Mühlweg 1 LageFlur: 19, Flurstück: 7/1, 10/1, 10/2                                                   | | 1836                           |            |
| Bild gesucht BW                         | Vierseitige Hofanlage                   | Zum Kalkberg 1 LageFlur: 5, Flurstück: 11, 12/3                                                      | | 19. Jh.                        |            |
| Direkt Bild zu diesem Denkmal hochladen | Koppelhutestein                         | Außerhalb der Ortslage 1 Flur: 1, Flurstück: 42                                                      | | 1764                           |            |
| Michelbacher/Görzhäuser Seite           | Grenzstein                              | Außerhalb der Ortslage 2 LageFlur: 1 10, Flurstück: 16/1                                             | Auf der ehemaligen Görzhäuser Gemarkung, die heute zu Michelbach gehört, steht ein Deutschordensgrenzstein von 1737 an der Grenze zur Gemarkung Marbach. Der aus Rotsandstein gefertigte hochrechteckige Stein ist oben abgerundet. Auf einer Breitseite sind unterhalb des Deutschordenskreuzes die Initialen T O und die Jahreszahl angebracht. Beispiel der Deutschordenskreuzsteine von 1737. | 1737                           |            |